# Bertall

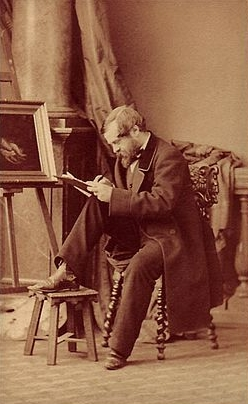
Bertall.

Bertall (anagram av Albert), konstnärsnamn för Charles Constantin Albert Nicolas d'Arnoux, född den 18 december 1820 i Paris, död den 24 mars 1882 på sitt gods i Soyons (departementet Ardèche), var en fransk karikatyrtecknare.
Bertall debuterade med den komiska revyn Les omnibus (1843), illustrerade därefter satiriska arbeten av Balzac, Karr, Souvestre med flera och lämnade omkring 4 000 teckningar till Romans populaires illustrés. Till sina större arbeten skrev han själv texten. De främsta bland dessa är La comédie de notre temps (1873–1874), La vie hors de chez soi (1875; en satir på badortslivet) och La vigne (1877).